# Неустойчивость Остроградского
Неустойчивость Остроградского — явление, характерное для теорий с уравнениями Эйлера-Лагранжа, имеющими порядок выше второго. В этом случае, если лагранжиан невырожден, соответствующий ему гамильтониан неограничен снизу, что приводит к появлению в теорий неустойчивостей. 
Теорема Остроградского может служить одним из возможных объяснений, почему, как правило, дифференциальные уравнения физических теорий имеют порядок не выше второго. Тем не менее, известно достаточно много примеров теорий с высшими производными (вырожденных), не имеющих данной неустойчивости.

## Пример
Продемонстрируем теорему Остроградского в контексте механики следующим простым примером. Рассмотрим теорию с лагранжианом
{\displaystyle L={\frac {a}{2}}{\ddot {\phi }}^{2}-V(\phi ),}
где {\displaystyle a\neq 0} — константа, а {\displaystyle V(\phi )} — произвольный потенциал. Уравнения движения имеют тогда четвертый порядок, {\displaystyle a{\overset {....}{\phi }}-dV/d\phi =0}, соответственно, в теории имеется две динамические степени свободы, одна из которых является патологической (и называется в контексте теории поля духом Остроградского). Действительно, заметим, что
{\displaystyle L=-a{\dot {\psi }}{\dot {\phi }}-{\frac {a}{2}}\psi ^{2}-V(\phi )+a{\frac {\partial (\psi {\dot {\phi }})}{\partial t}}}
даёт нам те же самые уравнения Эйлера-Лагранжа, что и исходный лагранжиан, с учётом {\displaystyle \psi ={\ddot {\phi }}}. Но тогда в новых переменных {\displaystyle q=(\phi +\psi )/{\sqrt {2}}} и {\displaystyle Q=(\phi -\psi )/{\sqrt {2}}} мы получаем
{\displaystyle L=-{\frac {a}{2}}{\dot {q}}^{2}+{\frac {a}{2}}{\dot {Q}}^{2}-U(q,Q),}
где неправильный знак у кинетического члена и сигнализирует о присутствии духовой неустойчивости.
В общем случае данное рассуждение применимо для всех теорий с лагранжианами высших порядков, кроме случаев, когда такой лагранжиан вырожден (т.е. определитель кинетической матрицы равен нулю).